# 矢川忍
矢川忍（やがわ しのぶ）は、日本のゲームクリエイター。株式会社ケイブに所属。
愛称は「YGW」。
シューティングゲームを専門としたゲームプログラマー。弾幕系シューティングというジャンルが誕生するきっかけとなった敵の激しい攻撃や、それらをコントロールしていくという単純に「撃つ」「避ける」だけに拘らない新たなゲーム性をシューティングゲームに持ち込んだとして評価を受ける。一方で、製作するゲームは総じて癖の強い独特のゲーム性を持ち、賛否両論が激しい。

## 作品リスト
以下に挙げた作品では全てメインプログラムを担当。
- サマーカーニバル'92 烈火（ナグザット販売、KID開発）
- バーニングエンジェル（ナグザット）
- バトルガレッガ（ライジング）
- アームドポリス バトライダー（ライジング）
- バトルバクレイド（ライジング）
- 鋳薔薇（ケイブ）
  - 鋳薔薇黒 ブラックレーベル（ケイブ）
- ピンクスゥイーツ ～鋳薔薇それから～（ケイブ）
- むちむちポーク!（ケイブ）

アマチュア時代にはログインソフトよりLASERFIGHT! (レーザーファイト)というMSX用ゲームを発売している。

### 製作したゲームの特徴
代表作である『バトルガレッガ』以降、プログラムを担当したシューティングゲームには、共通の特徴が見られる。
- ゲーム中に「ランク」と呼ばれる難易度が大きく変化する。ランクはミスをせずに進み続けた時間、ショットの発射、アイテム獲得、自機の数（残機数）などによって上昇する。逆にミスすることなどでランクは下がる。
- 総じて敵キャラクターの攻撃が非常に激しい。前述のランクが大幅に上がった時には回避が困難になるほどの攻撃が発せられる。
- 得点アイテムは続けて取ることで1個辺りの得点が上昇し、一個でも落とすと初期状態の得点に戻るシステムである。

以上から、得点を稼ぐなどの方法で残機を増やしておき、わざとミスをすることでランクを下げながら攻略していくという独特のプレイスタイルが要求される。